# František Drtikol
Frantisek Drtikol (Příbram, 3 de març de 1883 - Praga, 13 de gener de 1961) va ser un fotògraf txec. És considerat com el primer fotògraf rellevant de Txecoslovàquia.

## Vida
Va néixer en la localitat minera de Příbram (República Txeca) el 3 de març de 1883. Entre 1901 i 1903 va estudiar en l'Institut d'Ensenyament i Recerca de Fotografia a Múnic. Va treballar per a importants estudis fotogràfics a Alemanya, Suïssa i Bohèmia, fins que el 1910 va obrir un gran estudi a Praga al costat de Augustin Skarda amb el qual col·laboraria durant 11 anys.

## La seva obra
Va començar com a fotògraf pictorialista fins que el 1917 ho va abandonar per influència de l'Art déco. No obstant això, el seu treball amb els nus era més aviat una cerca personal. En els seus nus, influenciats per l'Art Nouveau i el Simbolisme, no concep la figura humana com a continent de l'ànima sinó com a formes proveïdes de significació estètica, integrant-la en el valor compositiu de l'obra, fent que interactuïn amb les formes, les llums i les ombres.
A partir de 1923 va donar un gir avantguardista a la seva obra: les models són canviades per ballarins i a poc a poc els fons comencen a ser pintats com a part de l'escenografia i l'obsessió per dinamitzar les escenes, mitjançant la il·luminació i forts contrastos d'ombra, aconsegueixen efectes de moviment i plasticitat. Usa escenaris inclinats i decoració geomètrica per compondre la major part de les seves fotos i s'ajuda d'elements com a cordes i barres, més aviat de les seves ombres per crear composicions en les quals sorprèn la naturalitat amb la qual capta el cos humà.
Les composicions de vegades molt forçades que suggereixen moviment ens evoquen reminiscències Futuristes.
A partir de 1920 va començar a interessar-se per l'orientalisme i la seva filosofia i el 1935 es va retirar a un monestir on es va dedicar a la meditació transcendental i la pintura. Al seu retorn va traduir bastants manuscrits budistes al Txec.
Va morir el 13 de gener de 1961 a Praga.